# 小米手机5s
小米手机5s 是小米科技在2016年9月27日发布的一款Android智能手机。

## 主要特性
小米手机5s正面使用了无孔式超声波指纹识别，5.15英寸屏幕，最高亮度达600nit，高配版屏幕支持压力感应。相机使用了Sony Exmor IMX378 传感器，感光元件面积达1/2.3 英寸，单个像素颗粒面积达1.55μm。Soc使用了高通骁龙821，3/4G 运行内存，32/64/128G UFS存储。背面使用了金属一体化背板，共有深灰、金色、银色及玫瑰金4色可选。

## 评价
由于采用了超声波指纹识别方案，不同于主流的电容式指纹识别，因此上市后有用户反应指纹识别存在识别率过低的情况。部分用户表示，采用一种特定的方式录入即可大幅提高识别率，也有用户表示官方在后期的系统更新中，提升了指纹识别率。
有些用户抱怨MIUI官方对于小米5s的CPU调度调校较差，容易发热且耗电快。

由于MIUI官方对于小米手机5s系统更新不重视的情况，一些用户表示极为不满。作为前代手机的小米手機5，适配了基于Android Oreo的MIUI10系统，作为第二批更新的机器，却依然使用了基于Android Nougat的MIUI10系统。甚至有些用户怀疑机器是由ODM代为生产。MIUI官方表示小米手机5s的超声波指纹模块和小米手机5s Plus的双摄模块的驱动需要和高通共同解决，因此需要时间讨论解决，同时表示小米手机5s为小米自行研发的手机，不是ODM代工产品。
1. ↑  . www.mi.com.   [2018-07-07]. （原始内容存档于2018-07-07） （中文（中国大陆））.
2. ↑  Team, Discuz! Team and Comsenz UI. . www.miui.com.   [2018-07-07]. （原始内容存档于2018-07-07）.
3. ↑  Team, Discuz! Team and Comsenz UI. . www.miui.com.   [2018-07-07]. （原始内容存档于2018-07-07）.
4. ↑  Team, Discuz! Team and Comsenz UI. . www.miui.com.   [2018-07-07]. （原始内容存档于2018-07-07）.